# Jiří Trnka
Pour le footballeur, voir Jiří Trnka (football).
Jiří Trnka (en tchèque : [ˈjɪr̝iː ˈtr̩ŋka]) est un cinéaste d'animation tchèque, né à Pilsen (Autriche-Hongrie, aujourd'hui République tchèque) le 24 février 1912, et mort à Prague (République tchèque) le 30 décembre 1969.
Jiří Trnka, connu surtout pour ses films d'animation en volume (marionnettes), fut également peintre, illustrateur, sculpteur, créateur de décors et de costumes pour le cinéma comme pour le théâtre.

## Biographie

### Les années de formation
Établis à Pilsen, en Bohême occidentale, les Trnka appartiennent à la classe moyenne. Même si le père est ferblantier et la mère couturière, la famille reste très attachée à ses origines paysannes, valorisant notamment le travail du bois. Enfant, le jeune Jiří se plaît à sculpter des marionnettes et monte de petits spectacles pour ses camarades.
Il intègre d'abord une école professionnelle, où il bénéficie de la sympathie et du soutien de son professeur Josef Skupa, qui deviendra lui-même une personnalité de premier plan dans le monde des marionnettistes tchèques. Celui-ci le guide, lui confie quelques responsabilités et parvient à convaincre sa famille — d'abord réticente à la perspective d'une carrière artistique — de le laisser s'inscrire dans une école d'arts appliqués (aujourd'hui l'Académie d'architecture, d’art et de design de Prague), une école de renom qu'il fréquente de 1929 à 1935.
Le jeune garçon doit aussi subvenir à ses besoins, et c'est ainsi qu'il travaille en parallèle dans l'atelier de gravure d'un autre de ses professeurs, Jaroslav Benda.

### Un illustrateur prolifique
Ayant ainsi acquis de bonnes bases d'une part au cours de ses études d'art et d'autre part chez le graveur, Jiří Trnka se lance très tôt dans l'illustration de livres, tchèques ou étrangers, y compris parfois de ses propres œuvres. 
Dans ce domaine, son premier employeur est la grande maison d'édition pragoise Melantrich, qui lui confie dessins humoristiques, illustrations, mais également articles à caractère politique.
Il se consacre à l'illustration tout au long de sa vie et collabore ainsi à près de 130 ouvrages au total. 
La littérature d'enfance et de jeunesse est largement représentée :  l' IBBY le choisit dans sa « Honor List » en 1960, puis, pour l'ensemble de son œuvre, l'honore d'un  « Hightly Commended Illustrators » en 1966. Le Prix Hans Christian Andersen lui est décerné en 1968, non seulement pour son illustration des célèbres Contes, mais pour l'ensemble de son œuvre. 
On doit aussi à Trnka l'illustration des Mille et une nuits, des contes des frères Grimm, de ceux de Charles Perrault, des fables de La Fontaine, de pièces de Shakespeare (Roméo et Juliette, Falstaff), de Broučci de Jan Karafiát ou encore d'Alice au pays des merveilles de Lewis Carroll.
Plusieurs de ces travaux constituent d'ailleurs le point de départ d'une aventure cinématographique, comme Bajaja ou Le Songe d'une nuit d'été.
Nombre de ses livres restent des classiques et beaucoup d'enfants ont connu les multiples aventures de l'ours Micha, imaginées par Josef Menzel et illustrées par Jiří Trnka.

### Au service du théâtre

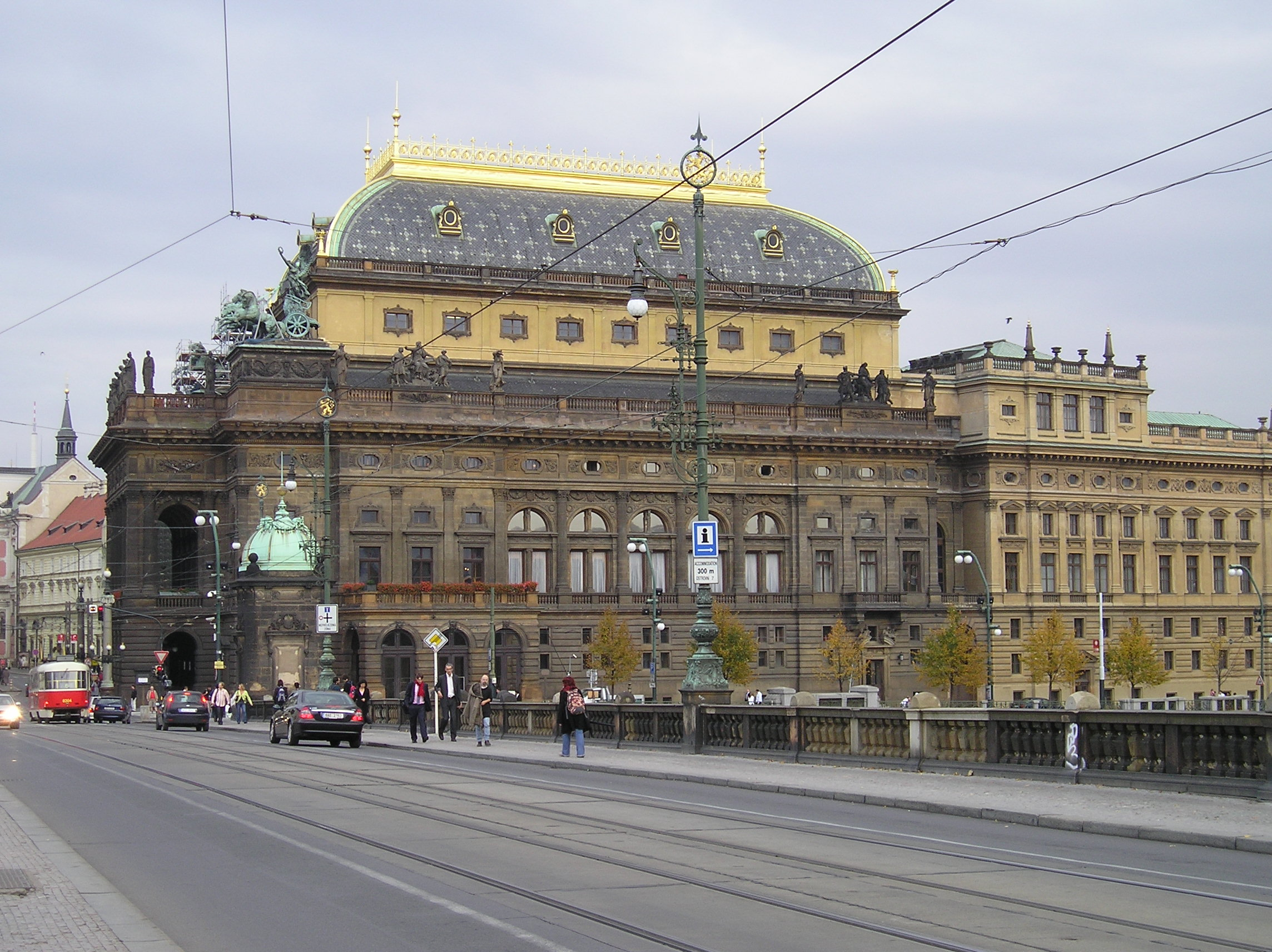
Théâtre national de Prague

Sans jamais perdre de vue son intérêt spécifique pour les marionnettes, il a également l'occasion d'exprimer son talent au théâtre, lorsqu'on lui confie le poste de chef décorateur au Théâtre national de Prague. Dans la grande tradition nationale il y crée ainsi maints décors et costumes, et son nom reste attaché à la mise en scène de pièces de Plaute, Carlo Goldoni, Jan Hus, Shakespeare, Lope de Vega ou Franz Grillparzer.
Il fut aussi décorateur au cinéma, comme en 1954 dans Jan Hus d'Otakar Vávra

### La peinture aussi
L'œuvre picturale de Jiří Trnka est parfois méconnue à l'étranger. L'artiste a pourtant produit des dizaines d'huile et d'aquarelles, puisant son inspiration aux sources les plus diverses. 
On lui doit notamment une série de portraits. Comme fasciné par sa propre image (il était porteur d'une cicatrice au visage), il réalise aussi son autoportrait à intervalles réguliers, par exemple en 1933, 1935, 1944, 1945, 1955 ou 1966. Plusieurs de ces œuvres sont exposées à la Galerie nationale à Prague.
L'univers des contes et légendes est également représenté, souvent proche de son travail pour l'illustration enfantine ou le cinéma d'animation.
Une série de paysages d'hiver font parfois songer à Pieter Bruegel l'Ancien, tel ce remarquable Béthléem de 1942 : la tradition tchèque est également au rendez-vous et l'on peut y percevoir une lueur d'espoir au milieu des années sombres alors traversées par le pays.
Notons aussi de nombreux bouquets, des danseuses de ballet, des variations sur le thème de la Commedia dell'arte, ainsi que quelques compositions apparentées au surréalisme.

### Le maître de l'animation tchèque
Comme on l'a vu, Jiří Trnka est passionné par les marionnettes depuis son plus jeune âge. Il est vrai qu'il s'agit là d'une tradition nationale. Après avoir fait ses débuts auprès de Josef Skupa, il monte bientôt sa propre troupe (1936).
Au lendemain de la guerre, il fonde avec Eduard Hofman et Jiří Brdečka un véritable studio d'animation appelé Bratři v triku (cs) (ce qui signifie « les trois frères dans un seul pull-over »).
Il réalise d'abord quelques courts métrages sur cellulose et obtient même le Grand prix international du dessin animé au premier Festival de Cannes en 1946 pour Les Petits Animaux et les Brigands. Puis il se fait connaître avec un premier film de marionnettes, L'Année tchèque (1947), qui met brillamment en scène les légendes et coutumes de son pays et attire l'attention de la critique internationale sur le cinéma d'animation tchèque.
Il poursuit avec deux autres longs métrages très appréciés, Prince Bayaya (1950) et Les Vieilles Légendes tchèques (1952), avant de porter à l'écran une grande figure nationale dans Le Brave Soldat Chvéïk (1955).
Mais il se tourne également vers les chefs-d'œuvre de la littérature mondiale et réalise successivement Le Roman de la contrebasse, d'après Tchekhov, L'Archange Gabriel et Madame l'Oye d'après Boccace ou encore Le Songe d'une nuit d'été d'après Shakespeare.
Les bouleversements de la société au cours des années 1960 et l'accélération du progrès technique constituent pour lui de nouvelles sources d'inspiration, avec par exemple La Grand-mère cybernétique (1962), et surtout son dernier film, La Main (1965), que l'on peut voir aujourd'hui comme une sorte de testament, puisqu'il mourra d'une affection cardiaque en 1969, à peine âgé de 57 ans.

### Une réflexion sur la forme sculpturale
Habitué à travailler le bois depuis son plus jeune âge, Trnka alterne régulièrement les périodes consacrées à l'animation avec celles tournées vers la sculpture, tout particulièrement vers la fin de sa vie. 
Riche de ses multiples expériences dans de nombreux domaines, sensible également aux idées nouvelles qui émergent alors, il renouvelle son art et effectue un réel travail de recherche esthétique, à travers des personnages et des objets le plus souvent de petite taille (30, 50, voire 80 cm), et non dépourvus d'humour à l'occasion. 
Une cinquantaine d'œuvres sculptées ont ainsi été recensées.

### La reconnaissance internationale
Sans parler de son travail de créateur dans d'autres disciplines, on doit à Trnka 22 films d'animation en tout, dont cinq longs métrages. Son œuvre a été récompensée dans de nombreux festivals (Cannes, Venise, Locarno, Londres, Édimbourg, Montevideo, Bucarest, Paris, Oberhausen, Karlovy Vary...), au cours desquelles on lui décerne une cinquantaine de distinctions. 
Des intellectuels et des artistes de premier plan ont salué son travail (voir bibliographie), comme le poète chilien Pablo Neruda, le Français Jean Cocteau, l'historien du cinéma Georges Sadoul, l'écrivain russe Ilya Ehrenbourg ou l'homme de lettres turco-polonais Nazim Hikmet.
À l'occasion de son succès au Festival de Cannes en 1959, pour le Songe d'une nuit d'été, un critique anglais l'a surnommé "le Walt Disney de l'Est", une formule qui — quoique très discutable — a fait florès, comme en témoignent plusieurs articles ultérieurs. Il est vrai que les productions Disney étaient alors les seuls films d'animation connus du grand public, puisque la télévision (et donc les courts métrages) n'avait pas la place qu'elle occupe aujourd'hui.
De fait le spectateur occidental a surtout découvert Trnka (et du même coup l'originalité des productions d'Europe centrale) à partir des années 1960 et désormais on le présente volontiers comme le chef de file de l'animation tchèque.
Déjà en 1958 il avait été chargé de la décoration du pavillon tchèque à l'Exposition universelle de Bruxelles. Il est à nouveau sollicité pour celle de Montréal, l'Expo 67, pour laquelle il conçoit l'Arbre des jouets et l'Arbre des contes, deux créations très appréciées.
La même année il est nommé professeur à la VSUP (l'Académie des Arts, de l'Architecture et du Design de Prague), précisément l'école où il fut lui-même étudiant.

### L'héritage de Trnka
Ainsi que le déplore l'une de ses filles lors d'une interview radiophonique, les films d'animation de Trnka semblent avoir désormais perdu un peu de leur popularité, un intérêt ponctuellement ravivé par des rediffusions télévisées ou des rétrospectives, comme celle d'Annecy en 2003 ou à la Cinémathèque québécoise en 2005. Elle reconnaît que ces œuvres peuvent paraître trop réalistes, voire démodées, au spectateur d'aujourd'hui (et l'on constate en effet que la critique française semble souvent lui avoir préféré son compatriote Jan Švankmajer), mais elle pense que son travail pourra être redécouvert dans l'avenir et rappelle que des générations d'enfants connaissent les contes de Grimm ou d'Andersen principalement à travers les illustrations de son père. 
Un peu intimidée par la stature paternelle, elle est la seule des cinq enfants de l'artiste (trois d'un premier mariage avec l'artiste Helena Chvojková, deux d'une seconde union avec Věnceslava Assmannová) à n'avoir pas suivi ses traces. Trois d'entre eux sont sculpteurs, l'un des fils est architecte et a travaillé en étroite collaboration avec son père.
Sur le plan professionnel Jiří Trnka a exercé une forte influence sur plusieurs artistes, dont Stanislav Látal (en), Jan Karpaš, František Vláčil et surtout Břetislav Pojar. 
Plus près de nous, le Japonais Kihachirō Kawamoto — une des références actuelles en matière d'animation en volume — ne cache pas ce qu'il doit à son mentor tchèque, avec lequel il a travaillé autour de 1963.

## Filmographie (en tant que réalisateur)

### Courts métrages
- 1945 : Grand-père a planté une betterave (Zasadil dědek rěpu)
- 1946 : Les Petits Animaux et les Brigands (Zvířátka a Petrovští)
- 1946 : Le Cadeau (Ddrék)
- 1946 : L'Homme à ressorts et les SS (Pérák a SS)
- 1949 : Le Moulin du diable (Čertův mlýn)
- 1949 : Le Chant de la prairie (Árie prérie)
- 1949 : Le Roman de la contrebasse (Román s basou)
- 1951 : Le Joyeux cirque (Veselý cirkus)
- 1952 : Le Poisson d'or (O zlaté rybce)
- 1953 : Les Trocs malchanceux du grand-père (Jak stařeček měnil, az vyměnil)
- 1954 : Les Deux Frimas (Dva mrazíci)
- 1954 : Comment Bricolet et Bricolette se sont levés le matin (Kutásek a Kutilka, jak ráno ustávali)
- 1955 : Le Cirque Hurvinek (Cirkus Hurvínek)
- 1959 : Pourquoi UNESCO ? (Proč UNESCO ?)
- 1961 : La Passion (Vášen)
- 1962 : La Grand-mère cybernétique (Kybernetická babička)
- 1964 : L'Archange Gabriel et Madame l'Oye (Archanděl Gabriel a paní Husa)
- 1965 : La Main (Ruka)

### Longs métrages
- 1947 : L'Année tchèque (Špalíček)
- 1948 : Le Rossignol et l'Empereur de Chine (Císařův slavík)
- 1950 : Prince Bayaya (Bajaja)
- 1952 : Les Vieilles Légendes tchèques (Staré pověsti české)
- 1954-1955 : Le Brave Soldat Chvéïk (Osudy dobrého vojáka Švejka)
- 1959 : Le Songe d'une nuit d'été (Sen noci svatojánské)
- 1963 : Maxplatte, Maxplatten (Maxplatten)

## Ouvrages illustrés
- Le Songe d'une nuit d'été, texte de William Shakespeare, ill. Jiří Trnka, Artia, 1960
- L'Age d'or, texte Zlatý věk, ill. Jiri Trnka, Artia, 1961
- Contes, Hans Christian Andersen, ill. par Jiri Trnka, Grund, 1962
- Pierre et le loup, Serge Prokofiev, ill. Jiri Trnka, Éditions la Farandole, 1964
- Fables de La Fontaine , ill. Jiří Trnka, Gründ, 1965
- Primevère et la Sorcière de l'Hiver, texte Frantisek Hrubin et James Reeves, ill. Jiri Trnka, Grund, 1966
- Contes, Grimm, ill. Jiri Trnka ; Traduction de Pierre Durand, Grund, 1967
- (cs) Bohumil Říha, ''O rezavém rváči a huňatém pánov, illustrations de Jiří Trnka, 1971
- Contes de Bohême, texte de Jiri Horak, ill. par Jiri Trnka, Grund, 1971
- Légendes de l'ancienne Bohême, Aloïs Jirasek, ill. par Jiri Trnka, Gründ, 1976
- Le Monde est merveilleux, texte de Helen Chvojkova, ill. de Jiří Trnka, Gründ, 1977
- Le Cerf à la ramure d'or, texte de Hana Doskočilová, ill. de Jiří Trnka, Gründ, 1979
- La Caravane ; Le Cheik d'Alexandrie, texte Wilhelm Hauff, ill. par Jiří Trnka, traduit par Gertrude Fritsch, Grund, 1981
- Contes du jardin enchanté, textes de Hans Christian Andersen, Frantis̆ek Branislav, La Fontaine et al., ill. Jirí Trnka, Gründ, 1993

#### en français
- Article, Cinéma no 14, p. 48
- Pierre Philippe, « Le Géant sans cuirasse », Cinéma no 17, p. 27.
- Roger Boussinot, « Entretien avec Jiří Trnka », L'Écran français, no 323, p. 12. 1951
- Simone Dubreuilh, « L'œuvre de Jiří Trnka ou l'Aboutissement d'une civilisation de la marionnette », Positif no 14-15, 1955,  p. 32
- Kamil Bednář, Contes et marionnettes, Prague, 1958.
- Jean Cocteau, « L'âme de Trnka », Les Lettres françaises, 1959, no 773.
- André Martin, «   Pour qui sont ces Trnka   ?   », in Cahiers du cinéma no 104  , p. 31-42  , no 105  , p. 22-34  , no 107  , p. 28-39  , février à mai 1960  . Un seul article qui s'étale sur 3 numéros.
- Georges Sadoul  , «   Jiří Trnka   », Les Lettres françaises  , 1960.
- Jean-Pierre Coursodon, « Jiří Trnka, cinéaste par excellence », Cinéma no 44, p. 88 + filmographie p. 100.
- Jean-Marc Boillat, « Anthologie du cinéma : Jiří Trnka », no 79, supplément au no 149-150 de l'Avant-Scène Cinéma, 1974, 64 p.
- Jean-Marc Boillat, « Trnka », Écran, no 29, p. 82.
- «   Jiří Trnka   », Fantasmagorie. Revue du film d'animation  , Enghien, Éd. Artefact, 1981, 113 p.
- Article dans CinémAction (Condé-sur-Noireau), no 51  , avril 1989  .
- Pascal Vimenet, "Clé pour Trnka" in Vieilles légendes tchèques, livre-DVD Artus films 2019, 96 p.
- Xavier Kawa-Topor & Philippe Moins "Jiri Trnka & Bretislav Pojar : les maitres tchèques" in Stop Motion, un autre cinéma d'animation, éditions Capricci, 2020, 420 p.

#### en tchèque
- (cs) Article dans Film a Doba (Prague), février 1987.
- (cs) Article dans Film a Doba (Prague), avril 1990.
- (cs) L. H. Augustin, Jiří Trnka, Prague, Academia, 2002, 465 p.  (ISBN 80-200-1050-5) (cet ouvrage offre une iconographie très riche, avec plus de 500 illustrations et photographies ; édité en langue tchèque, il est suivi de résumés significatifs en anglais, français, allemand et espagnol)
- (cs) Marie Benešová, Od Spalíčku ke Snu noci svatojánské, Prague, 1961.
- (cs) Marie Benešová, Jiří Trnka, brochure, Prague, 1970.
- (cs) Jaroslav Boček, "Trnkovské postskriptum", Film a Doba (Prague), no 3, 1966.
- (cs) Jaroslav Brož (interview de Trnka) : "20 let Cs.filmu—vypovídá Jiří Trnka", Film a Doba (Prague), no 6, 1965.
- (cs) Miloš Fiala, "O Jiřím Trnkovi se Stanislavem Látalem a Břetislavem Pojarem", Film a Doba (Prague), no 4, 1970.
- (cs) Miloš Fiala, "O Jiřím Trnkovi s Václavem Trojanem a Jiřím Brdečkou", Film a Doba (Prague), no 5, 1970.
- (cs) Adolf Hoffmeister, Cas se nevrací!, Prague, 1965.
- (cs) Ružena Trnková et Helena Chvojková, Muj syn, Prague, 1972.

#### en anglais
- (en) Article Trnkaland, Newsweek (New York), mars 1966.
- (en) Jaroslav Boček, Jiří Trnka, Artist and Puppet Master, Prague, 1963.
- (en) Jaroslav Brož (interviews de Trnka) : The Puppet Film as an Art, Film Culture (New York), no 5–6, 1955 ; An Interview with the Puppet-Film Director, Jiří Trnka, Film (Londres), janvier-février 1956.
- (en) Cathy Meils (article), Variety (New York), 9 juin 1997.
- (en) E. Metzl, Four European Illustrators, in American Artist, décembre 1955.
- (en) Bernard Orna, Trnka's Little Men, Films and Filming (Londres), novembre 1956.
- (en) Harriet Polt, The Czechoslovak Animated Film, Film Quarterly (Berkeley, Californie), printemps 1964.

#### autres langues
- (de) Catalogue de l'exposition, Jiři Trnka. Der Puppenfilmer aus Prag, Deutsches Filmmuseum, 1987, 46 p.  (ISBN 3-88799-009-9)
- (es) Article dans Nosferatu (Saint-Sébastien, Espagne), février 1992.

### Filmographie (sur Jiří Trnka)
- Les Marionnettes de Jiří Trnka (Lotky Jiriho Trnky) est un court métrage documentaire de Bruno Sefranek qui a obtenu une mention spéciale au Festival de Cannes de 1956.